# Austrian Superheroes
Austrian Superheroes (ASH) ist ein österreichischer Superhelden-Comic, der seit 2016 erscheint. 2017 wurde die Publikation mit einem ICOM Independent Comic Preis ausgezeichnet. Die Helden der Serie erleben ihre Abenteuer in Wien und greifen mit ihrem Charakter und Heldenkräften typische Wiener Orte und Stereotype auf.

## Inhalt
In Wien geschehen immer wieder Übergriffe auf junge Frauen, die dabei schwer verwundet werden und nur knapp überleben. Student Kurt Kogler, der als Captain Austria über die Stadt wacht, will den Vorfällen auf den Grund gehen. Und bald schon trifft er auf den Täter: einen Basilisk. Der ist zu stark für Captain Austria, der beim Kampf fast umkommt und nur durch das Eingreifen des Donauweibchens, einer weiteren Superheldin, gerettet wird. Für den erneuten Kampf gegen das Monster ruft Captain Austria neben ihr auch die außerordentlich starke Lady Heumarkt zu einem Treffen. Lady H bringt einen weiteren Helden, den Bürokrat mit. Nun versuchen sie mit geeinten Kräften den Basilisken zu besiegen, der mittlerweile auch die Polizei beschäftigt. Doch auch zu viert gelingt es ihnen nur, ihn zu vertreiben.
Wien wird nicht nur vom Basilisken, sondern bald auch von Dr. Phobos bedroht. Er raubt seine Opfer aus, nachdem er sie in Angstzustände versetzt. Im Kampf gegen den Schurken kann Captain Austria seinen Vater, den früheren Captain, überzeugen ihm den Zugang zum Hauptquartier der alten Wiener Wächter zu geben. Dieses – untergebracht im Donauturm – ist ihnen von nun an die Basis für ihre Heldentaten. Außerdem findet das Team hier all die Technik vor, die schon den alten Wächtern geholfen hat. Ein Notruf führt sie sogleich nach Graz, wo der Basilisk erneut angreift. Der gemeinsame Kampf dort ist diesmal erfolgreicher. Doch Lady Heumarkt bricht ihren Angriff ab, als sich der Gegner als ihr mutierter Bruder herausstellt. Als Kinder hatten beide verseuchte Erdbeeren gegessen. Anna mutierte bald zu ihrer dicken Statur, in der sie aber unglaublich stark ist und als Lady Heumarkt Karriere machte. Ihr Bruder Peter verschwand, wie nun auch wieder der Basilisk. Um ihn zu besiegen, reaktivieren die Helden den Wiener Rathausmann, der auch früher den Wächtern zur Seite stand, dabei mit seiner Kraft und Schusseligkeit viel Schaden anrichtet. Als auch Lady H sich überwindet und ihnen hilft, wird der Basilisk besiegt und der in seine menschliche Form zurückgekehrte, bewusstlose Peter in Gewahrsam genommen. Er soll untersucht werden, um die Hintergründe aufzuklären. Denn bei seinen Angriffen reagierte der Basilisk auf Handys, die die Opfer zuvor bei einem Wettbewerb gewannen.
Beim Versuch den Rathausmann nach dem Kampf zu reparieren, übernehmen Nanoroboter aus dem Hauptquartier gleich ganz seinen Körper. Sie dirigieren ihn durch die Stadt, immer auf der Suche nach neuem Material, und dann nach Linz zum Stahlwerk. Dort versuchen sie die Nanoroboter endlich aufzuhalten, während das Stahlwerk zerstört wird. Ihnen kommt ein Linzer Held in Form eines kleinen Engels zu Hilfe. Durch ihn gelingt es, das Programm der Roboter zu ändern und den Rathausmann in seine ursprüngliche Form zurückzuversetzen. Zur Sicherheit wird er daraufhin wieder auf das Wiener Rathaus zurückgebracht und deaktiviert.

## Entstehung und Veröffentlichung
Hinter der Serie steht ein Team von österreichischen Comiczeichnern. Szenario und Text stammen von Harald Havas. Die Geschichte wurde gestaltet von Thomas Aigelsraiter, Andi Paar, Lenny Grosskopf, Michael Liberatore und Jörg Vogeltanz, die Kolorierung stammt großteils von Frans Stummer. Außerdem in den Heften enthaltene Nebengeschichten stammen von Lenny Grosskopf und Verena Loisel. Außerdem war Mahmud Asrar an der Covergestaltung beteiligt.
Ziel der Produktion war es, eine originär österreichische Superheldenserie zu schaffen, die nicht eine Parodie, sondern so ernst wie die amerikanischen Vorbilder ist. Dabei wurden die Helden nicht nur mit unterschiedlichen Superkräften versehen, sondern auch mit persönlichen Fehlern und Problemen. Bewusst wurden lokale Besonderheiten wie das Ringen auf dem Heumarkt oder Sagengestalten wie das Donauweibchen aufgegriffen und als Superhelden ausgebaut. Bei der zeichnerischen Umsetzung bemühte man sich um eine realistische wie dynamische Darstellung. Die Finanzierung erfolgte zunächst über ein Crowdfunding über den Bank Austria Kunstpreis, das mit dem doppelten der erhofften Summe abgeschlossen wurde. Danach folgte die Werbung und Verkauf über Comic-Veranstaltungen, Abonnements, Fachgeschäfte und in Österreich auch Kioske.
Das erste Heft, „Wiener Blut“, erschien im Dezember 2016 bei Contentkaufmann in Wien in einer Erstauflage von 7.000 Exemplaren, der weitere Auflagen folgten. Es folgten weitere Hefte, bisher erschienen insgesamt sechzehn. Alle Hefte erschienen in drei Covervariationen: Während das Standard-Cover im Handel erhältlich ist, kann das Variant-Cover nur direkt beim Verlag erworben werden und das „Art Edition“-Cover nur für Unterstützer der Crowdfunding-Kampagne. 2019 starteten Austrian Superheroes mit Heft #17 in das vierte Jahr, die Hefte erscheinen jetzt im Indiekator-Verlag.
Seit Herbst 2017 wird vom gleichen Team eine weitere Serie mit deutschen Superhelden unter dem Titel Liga deutscher Helden herausgebracht. Eine Nr. 0 dieser Serie mit einem Auszug aus der Geschichte als Teaser erschien bereits im Mai 2017.

## Rezeption
Die Austrian Superheroes riefen insbesondere in Österreich ein für Comics großes Medienecho hervor. So berichtete die Kleine Zeitung mehrfach über den Erfolg der Comicserie, der durch die Mischung aus erprobtem amerikanischen Konzept und Lokalbezug vorprogrammiert sei. Die Magazine Wiener und The Gap heben die originellen bis „durchgeknallten“ Hauptfiguren mit Lokalbezug hervor, doch „wer nun denkt, das Ganze sei eine halblustige Parodie, irrt gewaltig. Dafür steckt nämlich viel zu viel Qualität und Herzblut in dem Projekt“, so Jakob Hübner in Wiener. Andreas Platthaus von der FAZ schreibt gar von einer „Freak-Liga“ nach Art der labilen Superhelden von Stan Lee und Jack Kirby. Auch Verweise auf bekannte Superhelden-Geschichten von Alan Moore seien erkennbar, so auf Watchmen in der Bonusgeschichte des zweiten Hefts. Gezeichnet sei die Serie grundsolide, wenn auch anfangs etwas verkrampft. Das könne bei der zugrunde liegenden Ironie des Heldenquartetts jedoch auch mit Augenzwinkern verstanden werden. Judith Dauwalter beim Bayerischen Rundfunk erkennt nicht nur, ähnlich wie andere Kritiker, „liebevolle Seitenhiebe auf Österreich“, sondern hebt die zu einer erstgemeinten Superheldengeschichte gehörenden Hintergrundstories der Charaktere hervor. Daher habe die Serie „noch viel Potential“, denn das „detailliert gezeichnete Szenario und die liebevoll charakterisierten Helden machen noch Lust auf viel mehr“. Der Erfolg wird unter anderem mit dem allgemeinen, zeitgenössischen Zuspruch für Superhelden erklärt, die vor allem in Form von Kinofilmen immer wieder Aufmerksamkeit für das ganze Genre wecken.
2017 wurde die Serie beim Comicfestival in München mit dem ICOM Independent Comic Preis für eine bemerkenswerte Comicpublikation ausgezeichnet. In der Begründung der Jury wird nicht nur die gelungene Umsetzung von Superhelden in „hiesigen Gefilde“ gelobt, die nicht einfach sei und dabei durchaus ernst und nicht bloß Parodie sei, sondern auch die erfolgreiche Arbeit in einem großen Team und die Nutzung diverser Finanzierungs- und Marketingkanäle wie Comic-Cons, Crowdfunding und Variantcovern hervorgehoben.
2018 wurde eine multimediale Comic-Performance der Austrian Superheroes am Wiener Rabenhof Theater mit Magda Kropiunig, Christian Strasser und Randolf Destaller gezeigt.